# Ebel (Familienname)

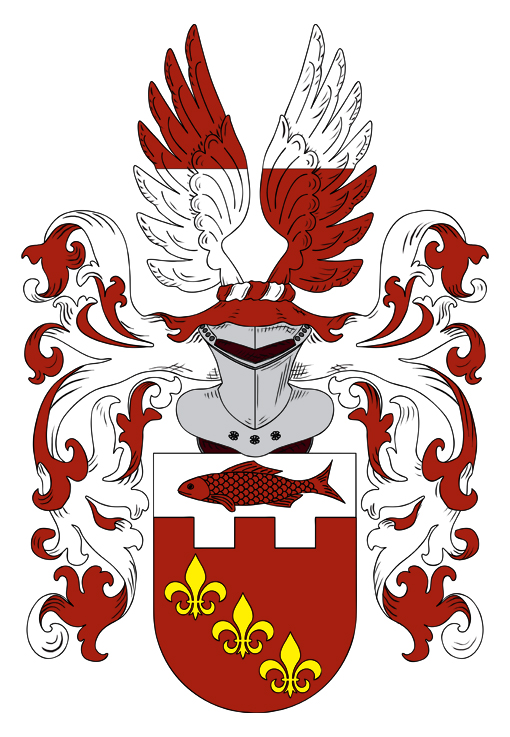
Wappen der Neidenburger Linie

Ebel ist ein deutscher Familienname.

## Herkunft und Bedeutung

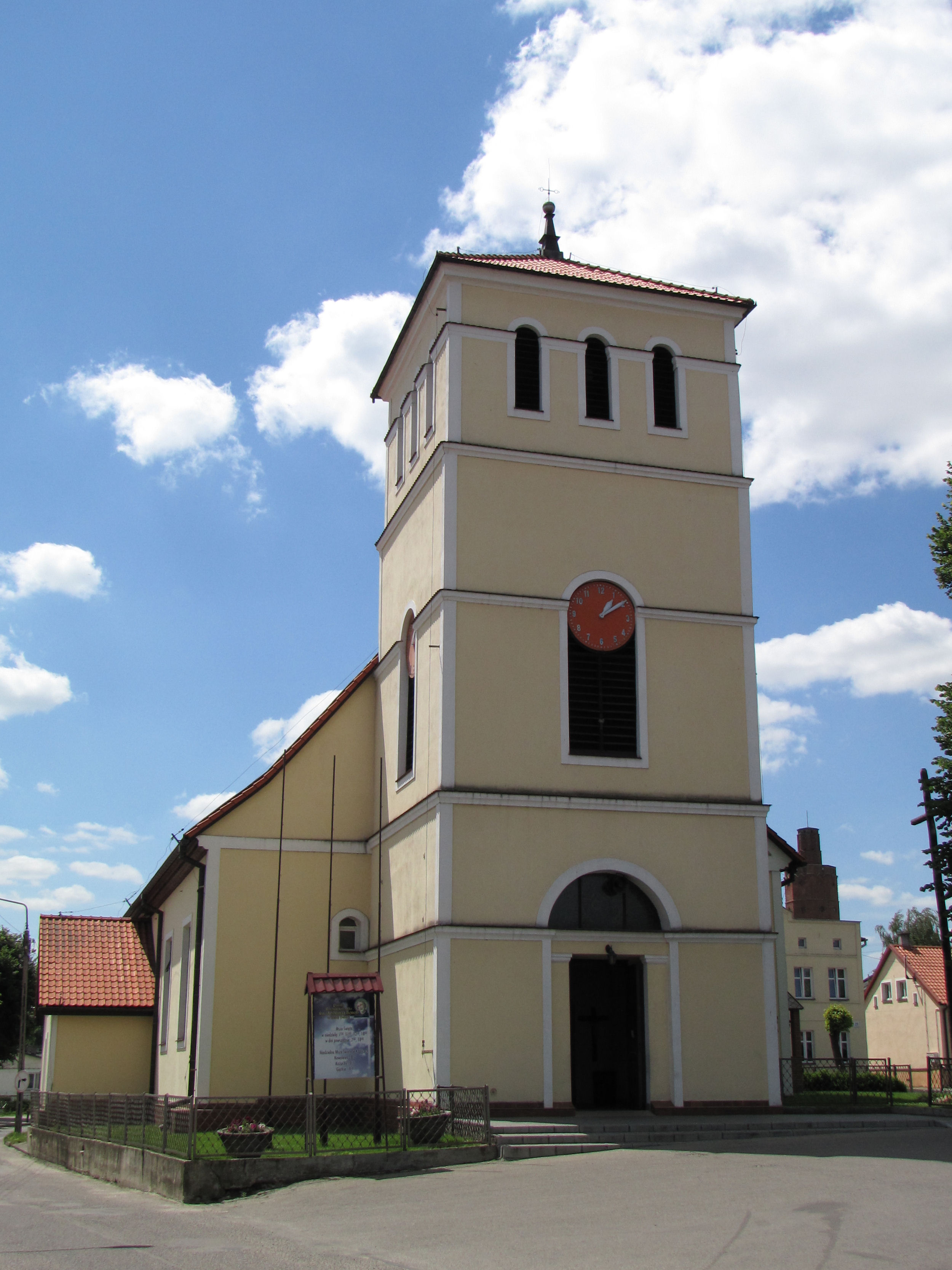
Die unter Pfarrer Ephraim Ebel erbaute Kirche in Bialla

Ebel ist eine altdeutsche Kurzform des Vornamens Eberhard.
Erstmalige urkundliche Erwähnung findet der Familienname im 14. Jahrhundert als Name eines Straßburger Geschlechts, das dort seit 1333 im Rat der Bürgerschaft nachgewiesen ist.
Seit dem 15. Jahrhundert ist der Name Ebel in Brandenburg, seit dem 16. Jahrhundert auch in Ostpreußen, dort vor allem in Königsberg, Neidenburg, Osterode sowie Bialla, und in Hessen, dort vor allem im Landkreis Lauterbach, nachgewiesen.
In Berlin erwarb urkundlich nachgewiesen erstmals am 25. April 1461 mit Pauel Ebel ein Träger dieses Namens das Bürgerrecht. Am 25. Oktober 1472 wird ein Heinrich Ebel zusammen mit Henning von Krummensee und Hans Matthes von Kurfürst Albrecht III. mit Krummensee, Stadt und Schloss Alt-Landsberg und mit allen Besitzungen „„item das wuste velt czu helwerstorf““ (Hellersdorf) östlich von Berlin belehnt.
Zahlreiche Träger des Namens waren Juristen und evangelische Theologen, ab dem 19. Jahrhundert auch Gutsbesitzer und Offiziere. Es finden sich zahlreiche Träger des Namens Ebel in den Matrikeln der Universitäten, so z. B. vom 16. bis zum 20. Jahrhundert an der Albertus-Universität Königsberg.
Die Träger des Namens waren bzw. sind in der Regel bürgerlich, das heißt, sie besaßen bereits in der frühen Neuzeit das Bürgerrecht und stellten oft Angehörige der städtischen Oberschicht. Wesentlich seltener sind sie dem Adel zuzurechnen, wie beispielsweise die Anfang des 18. Jahrhunderts erloschene Straßburger Linie oder der für seine Dienste als Hauptmann der Leibgarde König Friedrichs I. am 5. Mai 1704 in den Adelsstand erhobene Johann Ebel.
Immer wieder gab es aber verwandtschaftliche Beziehungen durch Eheschließungen zu bekannten Familien wie z. B. von Beneckendorff und von Hindenburg, von der Osten oder von Bassewitz.
Heute findet der Name seine häufigste Verbreitung in Berlin.

## Varianten
- Ebelius
- Ebell

## Wappen
Das Wappen der Neidenburger Linie zeigt in rot unter einem durch zwei Sturzzinnen geteilten silbernen Schildhaupt, darin ein roter Fisch, schrägbalkenweise drei goldene Lilien. Auf dem rot-silbern bewulsteten Helm mit rot-silbernen Decken ein rot-silbern übereck geteilter Flug.

## Namensträger

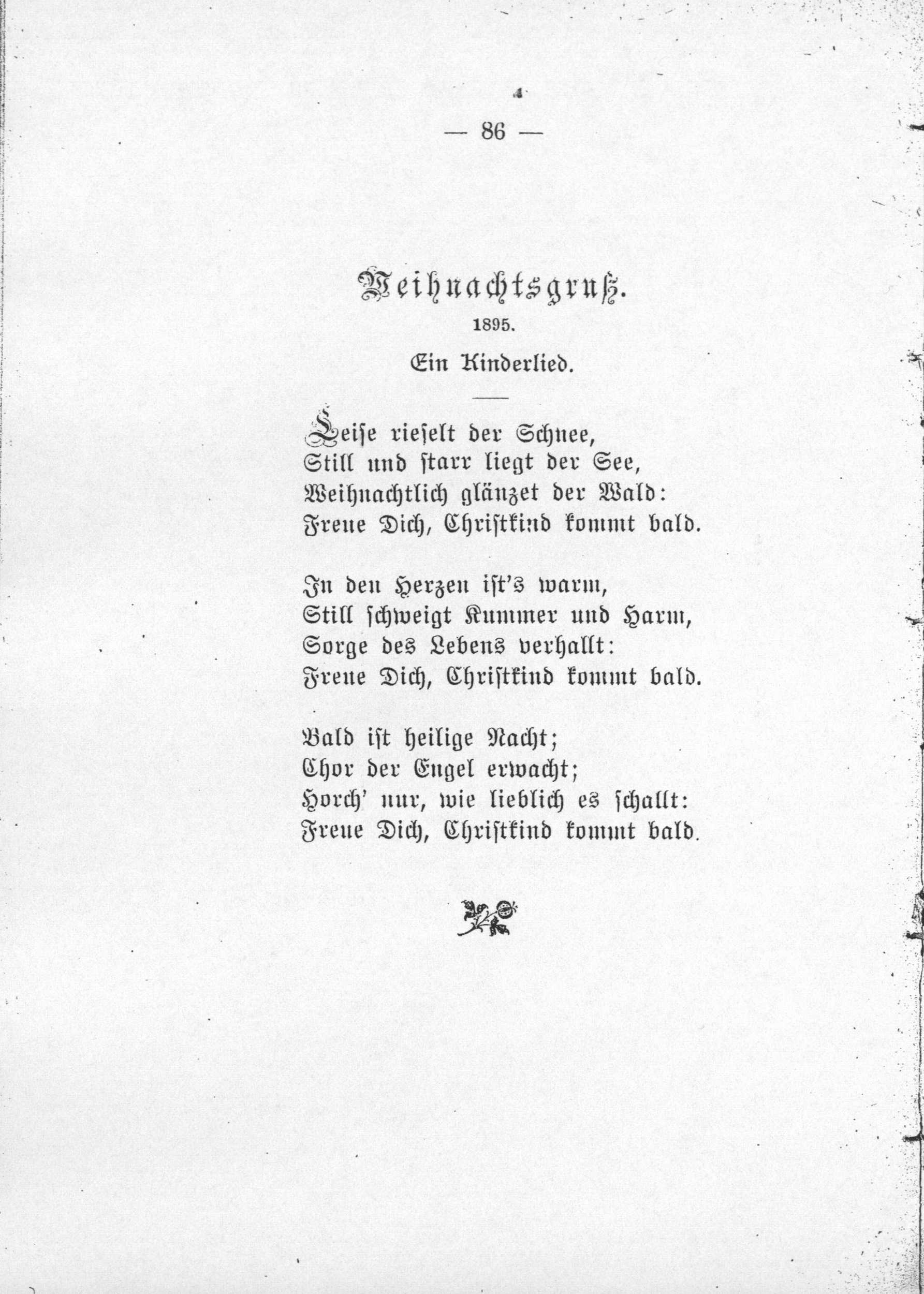
Leise rieselt der Schnee von Eduard Ebel

-- nach Vornamen --

### A
- Andreas Ebel (Journalist) (* 1968), deutscher Journalist
- Andreas Ebel (Politiker) (* 1971), deutscher Politiker (CDU)
- Arnold Ebel (1883–1963), deutscher Komponist und Musikpädagoge
- Arnold Ebel (Philatelist) (1904–nach 1981), deutscher Philatelist und Auktionator

### B
- Basilius Ebel (1896–1968), deutscher Benediktinerabt

### C
- Christian Ebel (* 1934), deutscher Schauspieler und Hörspielsprecher

### D
- Daniel Ebel, bekannt als Dendemann (* 1974), deutscher Rapper
- David Ebel (Organist, † 1576), deutsch-dänischer Organist und Komponist
- David Ebel (Organist, † 1619), deutscher Organist
- David Ebel (Organist, † 1639), deutscher Organist und Komponist
- Detlef Ebel, deutscher Politiker (CDU)

### E
- Eduard Ebel (1839–1905), deutscher Pfarrer und Dichter
- Else Ebel (1937–2019), deutsche Altgermanistin und Hochschullehrerin (Bochum)
- Erich Ebel (1901–1973), deutscher Beamter (NSDAP und SPD)

### F
- Frank Ebel (Schauspieler), deutscher Schauspieler
- Frank Ebel (Politiker) (1957–2015), deutscher Politiker
- Frank Ebel (Musiker) (* 1962), deutscher Musiker
- Frank Ebel (Ingenieur), deutscher Pneumatiker und Autor
- Friedrich Ebel (Architekt) (1872–1915), deutscher Baurat und Architekt
- Friedrich Wilhelm Ebel (1944–2005), deutscher Jurist und Sachbuchautor
- Fritz Ebel (Maler, 1835) (Friedrich Carl Werner Ebel; 1835–1895), deutscher Landschaftsmaler
- Fritz Ebel (Maler, 1890) (1890–1946), deutscher Maler und Grafiker

### G
- Georg Ebel (1790–1863), deutscher Grubenbesitzer, Kommunalpolitiker, MdL Nassau
- Gerhild Ebel (* 1965), deutsche Künstlerin, Autorin und Herausgeberin
- Goran Ebel (1941–2019), deutscher Schauspieler
- Gudrun Ebel (* 1948), deutsche Sopranistin

### H
- Hans Ebel (Pfarrer) (1859–1920), deutscher Pfarrer
- Hans Friedrich Ebel (1933–2019), deutscher Chemiker
- Heinrich Ebel (1849–1931), deutscher Maler
- Heinz Ebel (1928–2020), deutscher Gebrauchsgrafiker und Illustrator
- Herbert Ebel (1885–1963), deutscher Bergrechtler
- Hermann Ebel (Organist) († 1616), deutscher Organist
- Hermann Ebel (Maler) (1713–1781), deutscher Maler
- Hermann Ebel (Keltologe) (1820–1875), deutscher Keltologe
- Horst Ebel (Verwaltungsbeamter) (1905–1971), deutscher Verwaltungsbeamter, Kulturpolitiker und Behördenleiter
- Horst Ebel (Physiker) (1934–2017), deutsch-österreichischer Physiker

### J
- Johann Gottfried Ebel (1764–1830), deutsch-schweizerischer Arzt, Naturforscher und Reiseschriftsteller
- Johann Wilhelm Ebel (1784–1861), deutscher Theologe und Mystiker
- Judith Ebel (* 1972), deutsche Gesundheits- und Kinderkrankenschwester

### K
- Kai Ebel (* 1964), deutscher Redakteur und Reporter
- Karl Ebel (1868–1933), deutscher Historiker und Bibliothekar
- Kaspar Ebel (1595–1664), deutscher Bibliothekar und Philosoph
- Kurt Ebel (1906–2004), deutscher Jurist, Politiker und Bankier

### M
- Manfred Ebel (1932–1999), deutscher Politiker (CDU)
- Martin Ebel (Literaturkritiker) (* 1955), deutscher Germanist, Kulturredakteur und Literaturkritiker
- Martin Ebel (Eishockeyspieler) (* 1959), deutscher Eishockeyspieler
- Minna Ebel-Wilde (1890–1975), deutsche Sängerin

### N
- Norbert Ebel (* 1958), deutscher Autor

### O
- Otto Ebel (Holzschneider) (1843–1893), deutscher Holzschneider und Grafiker
- Otto Ebel von Sosen (1899–1974), deutscher Musiker, Komponist und Dirigent

### P
- Paul Wilhelm Ebel (1815–1884), deutscher Botaniker

### R
- Robert Ebel (1874–1930), deutscher Komponist

### S
- Sebastian Ebel (* 1963), deutscher Wirtschaftswissenschaftler und Manager
- Siegfried Ebel (1934–2019), deutscher Pharmazeut

### T
- Toni Ebel (1881–1961), deutsche Malerin

### U
- Uwe Ebel (1943–2023), deutscher Skandinavist und Hochschullehrer

### W
- Wilhelm Ebel (Pädagoge) (1891–1955), deutscher Pädagoge und Autor
- Wilhelm Ebel (Politiker) (1891–1942), deutscher Politiker und Karnevalist
- Wilhelm Ebel (Rechtshistoriker) (1908–1980), deutscher Rechtshistoriker
- Wolfgang Ebel-Zepezauer (* 1962 als Wolfgang Ebel), deutscher Klassischer Archäologe